# 触觉小体
触觉小体（英文：Tactile corpuscle），又称迈斯纳小体（Meissner corpuscle），是德国解剖学家乔治·迈斯纳、鲁道夫·F·J·H·瓦格纳发现的一种力学感受器。该小体是位于皮肤上的一种被囊神经末梢（encapsulated nerve ending），可感知轻微触碰。特别的是，他们对10-50赫兹的震动拥有最灵敏的感知力。他们属于快速调节感受器，集中分布于无毛的厚皮肤上，尤其是手指尖的皮肤。